# Daniel Pink
Daniel H. Pink (* 1964) je americký novinář a autor knih zaměřených na management, prodej nebo pracovní výkon. Zabývá se popularizací poznatků psychologie, kognitivních a behaviorálních věd a jejich aplikací v managementu a proměnu manažerských přístupů. Je zastáncem vedení lidí založeného na vnitřní motivaci a autonomii pracovníků. Jeho knihy byly přeloženy do 33 jazyků, včetně češtiny.  Píše články pro The New York Times, Harvard Business Review, Fast Company nebo Wired. V roce 2011 byl v žebříčku Thinkers50 zařazen mezi 50 nejvlivnějších management myslitelů světa. Za svou práci obdržel několik cen a čtyři z jeho knih byly zařazeny mezi bestsellery The New York Times.

## Život a kariéra
Daniel Pink vyrůstal na předměstí Bexley v americkém Ohiu. Vystudoval Bexley High School. Bakalářský titul získal na Northwestern University a titul J.D. (Juris Doctor) na Yale Law School – zde jako šéfredaktor vedl Yale Law & Policy Review.
Právnické praxi se nevěnoval, pracoval na několika ekonomických a politických pozicích, v letech 1995 až 1997 pracoval jako asistent pro ministra práce Roberta B. Reicha. Působil jako autor projevů (speechwriter) viceprezidenta Al Goreho.
Od roku 1997 je na volné noze. Věnuje se psaní knih a článků a přednáší o tematice managementu a obchodu. Připravuje nebo připravoval analýzy obchodních trendů pro CNN, CNBC, ABC nebo NPR. Poradenství poskytuje velkým společnostem i start-upům.
Daniel Pink je ženatý a má tři děti. Žije ve Washingtonu D.C.

## Knihy
Daniel Pink je autorem řady publikací. Čtyři knihy byly přeložené do češtiny. „Úplně nová mysl” vydalo vydavatelství IDEÁL v roce 2008. „Pohon: Překvapivá pravda o tom, co nás motivuje“ vydalo v roce 2011 nakladatelství Anag. Knihy „Prodávat je lidské: Překvapivá pravda o tom, jak ovlivňujeme ostatní“ a „Kdy: Věda a umění dokonalého načasování“ vyšly v nakladatelství Jan Melvil Publishing.

### Pohon
Kniha „Pohon: Překvapivá pravda o tom, co nás motivuje“ se zabývá tajemstvím výkonu a uspokojení v práci, ve škole i doma. Pink říká, že lidskou potřebou je řídit si své životy, učit se a vytvářet nové věci. Odkazuje na čtyři desetiletí trvající výzkum o lidské motivaci a upozorňuje na rozpor mezi vědeckými poznatky a praxí a jak tento nesoulad ovlivňuje všechny stránky našeho života. Ukazuje, že i když metoda cukru a biče úspěšně fungovala ve dvacátém století, v dnešní době je to způsob, jak lidi nemotivovat.

### Prodávat je lidské
Kniha „Prodávat je lidské: Překvapivá pravda o tom, jak ovlivňujeme ostatní“ vyšla česky v roce 2013. Hned po svém vydání se v Americe stala bestsellerem, a to v žebříčcích periodik New York Times, Wall Street Journal nebo Washington Post.
Kniha odhaluje sílu prodejních schopností, kterou podle autora používají všichni, nejen obchodníci. Podle statistik úřadů práce jsou jeden z devíti Američanů, jeden z osmi Japonců a 13 % Evropanů zaměstnáni v prodeji. I když lidé nepracují přímo v prodeji, přes dvě třetiny z nich tráví alespoň nějaký časový úsek dne přesvědčováním druhých – vyplynulo to z průzkumu, jehož se účastnilo 7 000 respondentů a o který se autor v knize opírá. Pink konstatuje, že tradiční způsoby prodeje jsou minulostí. Pro úspěch jsou nezbytné nové schopnosti a dovednosti, které v knize představuje, přináší nový pohled na umění prodeje, podpořený poznatky sociologie a psychologie.

### Kdy
V knize „Kdy: Věda a umění dokonalého načasování“ Daniel Pink odhaluje, proč je pro správné podání výkonu nebo pro klíčové rozhodnutí důležité správné načasování. Vysvětluje, proč se lidé dělí na skřivany a sovy a méně známé třetí ptáky, proč jsou pauzy tak blahodárné pro naši efektivitu, jak se během dne a života mění naše nálada nebo zda je lepší jít na pohovor první nebo poslední v řadě.
Správné načasování považuje za umění. Základ jeho poznatků vychází z výzkumů v oblasti psychologie, biologie a ekonomie. Výsledkem je poznání, jak rozpoznat biorytmy a optimálně je používat. Ukazuje také, jak naplánovat přestávky, aby opravdu zlepšily výkon, či jak odhalení skrytých vzorců běžných dní zajistí ideální rozvrh dne.
Kniha se stala bestsellerem podle žebříčků New York Times, USA Today, Washigton Post nebo Publishers Weekly.